# Lilaea scilloides
Lilaea scilloides (Poir.) Hauman – gatunek jednorocznych z monotypowego rodzaju Lilaea z rodziny świbkowatych, pochodzący z Ameryki Północnej (gdzie występuje na obszarze od zachodniej Kanady do Meksyku) oraz zachodniej i południowej Ameryki Południowej, naturalizowany w Europie, na Półwyspie Iberyjskim, introdukowany w południowo-wschodniej Australii.
Nazwa naukowa rodzaju została nadana na cześć francuskiego botanika Alire Raffeneau Delile'a.

## Morfologia
PokrójRośliny zielne o wysokości do 35 cm.
ŁodygaSmukłe, krótkie kłącze.
LiścieOdziomkowe, cylindryczne w przekroju, wzniesione, równowąskie do szydłowatych, o długości od 8 do 35 cm i szerokości 1–4 mm, z miękiszem powietrznym, tworzące krótką pochwę liściową z wolnym języczkiem.
KwiatyJednopłciowe, występujące pojedynczo kwiaty żeńskie, siedzące w pachwinach liści, lub jednopłciowe i obupłciowe, zebrane w kłosopodobne grono, wyrastające na głąbiku o długości od 3 do 25 cm. Kwiatostany u nasady złożone z kwiatów żeńskich, w środkowej części z kwiatów obupłciowych, a wierzchołkowo z kwiatów męskich. Okwiat podwójny. Działki kielicha zielone, równowąskie. Płatki korony niekiedy nieobecne w kwiatach żeńskich. Pręciki pojedyncze, o siedzących główkach. Słupki pojedyncze, jednozalążkowe. Szyjki słupków o długości od 0,5 mm (kwiaty obupłciowe) do 30 cm (kwiaty żeńskie).
OwoceHaczykowate orzeszki o długości 2–5 mm.

## Biologia i ekologia
RozwójRoślina jednoroczna, kwitnąca latem.
SiedliskoPłytkie zbiorniki wodne, ich bagniste brzegi i przylegające do nich błota, a także bagna i wyschnięte zatoczki. Występują na wysokości od 0 do 1700 m n.p.m.
GenetykaLiczba chromosomów 2n = 12.

## Systematyka
Pozycja według Angiosperm Phylogeny Website (aktualizowany system APG IV z 2016)Należy do monotypowego rodzaju Lilaea, zaliczanego do rodziny świbkowatych (Juncaginaceae), która należy do rzędu żabieńcowców (Alismatales).
Typ nomenklatorycznyHolotyp bazonimu tego gatunku (Phalangium scilloides Poir.) został zebrany przez Philiberta Commerçona w Buenos Aires w Argentynie i znajduje się obecnie w kolekcji Lamarck'a w herbarium Muzeum Historii Naturalnej w Paryżu.
Synonimy
- synonimy homotypowe:
  - Phalangium scilloides Poir. – bazonim
  - Anthericum scilloides (Poir.) Schult. & Schult.f.
  - Liliago scilloides (Poir.) C.Presl
- synonimy heterotypowe:
  - Lilaea subulata Humb. & Bonpl.
  - Heterostylus gramineus Hook.
  - Lilaea superba Rojas
  - Lilaea scilloides var. batucoanus Gunckel

## Zastosowanie
Liście tych roślin stosowane są do krycia dachów i produkcji mioteł.